# Ковель
Ко́вель (МФА: [kovɛʎ] ( прослухати)) — місто в Україні, адміністративний центр Ковельської міської громади та Ковельського району Волинської області. У 2008 та 2011 роках Ковель перемагав у всеукраїнському конкурсі «Населений пункт найкращого благоустрою і підтримки громадського порядку» серед міст із населенням до 100 тисяч мешканців.

## Географія
Місто Ковель розташоване за 70 км від обласного центру, за 65 км від автопереходу Ягодин — Дорогуськ та  69 км — від автопереходу «Доманове».

### Фізична географія
Ковель розташований на Поліській низовині, яка належить до Східноєвропейської рівнини. У геологічному ракурсі Ковель, як і вся північна частина області, лежить на Ковельському виступі, який є частиною древньої дорифейської Східноєвропейської платформи.
У тектонічнічній будові відповідає Волино-Подільській плиті. За рельєфом — низовина має невеликі підвищення. Для неї характерна висока лісистість, заболочені площі та значна кількість торфовищ. Місто розташоване у зоні мішаних лісів.
Територією міста тече річка Турія, у напрямку з півдня на північ та є притокою Прип'яті (басейн Дніпра). Ширина — 8—10 м, глибина — 0,6—1,7 м, заплава — 1,5—2,5 м, швидкість течії — не більше 0,5 м/сек. На руслі річки Турії збудовано міське водосховище: площа дзеркала — 5,55 км², об'єм повний — 1,27 млн м3, об'єм корисний — 0,45 млн м³, розташоване в південній частині міста.
Поблизу міста Ковеля існує джерело з хлоридно-натрієво-йодо-бромними водами. Експлуатаційний водоносний горизонт залягає на глибині понад 1300 м. Просвердлено дві свердловини, експлуатаційні запаси яких оцінені в кількості 90 м³/добу на 25-річний термін.
З півночі місто обмежене лугами і болотами, а з півдня до нього примикають пісковики та ліси.

### Клімат
Ковель належить до зони мішаних лісів. Клімат міста помірно континентальний. Направлення висотних вітрів 280—340 град. 6 серпня 2012 року у місті був відмічений абсолютний максимум температури — +37,1 °C. Абсолютний мінімум температури: −34,6 °C (12.01.1950). Середньорічні температури: середній максимум +10 °C, середній мінімум +3 °C. Опади: середньорічна норма — 586 мм, найбільше за рік — 806,7 мм (1948), найменше за рік — 331,6 мм (1961).
| Клімат Ковеля                                                        | Клімат Ковеля | Клімат Ковеля | Клімат Ковеля | Клімат Ковеля | Клімат Ковеля | Клімат Ковеля | Клімат Ковеля | Клімат Ковеля | Клімат Ковеля | Клімат Ковеля | Клімат Ковеля | Клімат Ковеля | Клімат Ковеля |
| Показник                                                             | Січ.          | Лют.          | Бер.          | Квіт.         | Трав.         | Черв.         | Лип.          | Серп.         | Вер.          | Жовт.         | Лист.         | Груд.         | Рік           |
| Середній максимум, °C                                                | −2            | −1            | 3             | 11            | 18            | 20            | 22            | 22            | 17            | 11            | 4             | 0             | 10            |
| Середня температура, °C                                              | −4,5          | −3,8          | 0,8           | 7,2           | 13,8          | 16,8          | 18,5          | 17,1          | 12,8          | 7,6           | 2,0           | −2,2          | 7,1           |
| Середній мінімум, °C                                                 | −7            | −6            | −1            | 3             | 8             | 11            | 14            | 12            | 9             | 4             | 0             | −4            | 3             |
| Норма опадів, мм                                                     | 29            | 26            | 28            | 40            | 51            | 83            | 78            | 80            | 50            | 39            | 46            | 36            | 586           |
| -------------------------------------------------------------------- | ------------- | ------------- | ------------- | ------------- | ------------- | ------------- | ------------- | ------------- | ------------- | ------------- | ------------- | ------------- | ------------- |
| Джерело: http://meteo.gov.ua/ua/33173/climate/climate_stations/18/3/ |               |               |               |               |               |               |               |               |               |               |               |               |               |

## Історія
Історія Ковеля надзвичайно багатогранна. Її торкнулося литовсько-руське управління і панування Речі Посполитої, царсько-російська колонізація і Друга Річ Посполита, сталінська диктатура й гітлерівська окупація, комуністично-радянська система й становлення незалежності України. У міському історичному музеї зберігається та експонується понад три тисячі експонатів з історії міста Ковеля. Ковель пережив злети й падіння, досягав розквіту й дощенту руйнувався, але його завжди відбудовували.

### Давнина
Археологічними розкопками доведено існування тут поселення мідно-кам'яної доби (середина III тис. до н. е.). Є різні свідчення про багату та давню історію Ковеля, зокрема крем'яні сокири, списи, серпи, що були віднайдені на Ковельщині. У ті стародавні часи Волинь вкривалася людськими поселеннями, або «стоянками». Як правило, наші предки селилися в захищених місцях, біля водоймищ. Олександр Цинкаловський, досліджуючи перші поселення на Волині, підкреслював, що на місці, де постав Ковель, було виявлено багато камінного знаряддя, а також бронзових наконечників списів, римських монет. У «старому місті» було знайдено декілька видовбаних колод—трун, у яких лежали кістяки, а на високому березі знайшлася кераміка з XII—XIV століть. За давньою легендою першим поселенцем у тутешній місцевості був вправний майстер—коваль, тому і село, де він жив, назвали Ковле. З часом це слово трансформувалось у сучасну назву — Ковель.

### Середньовіччя
На середньовічному гербі Ковеля поряд з іншою геральдичною атрибутикою — контури веж замку і підкови — давнього символу щастя і достатку. Ці зображення відповідають тогочасній дійсності. На жаль, слідів старовинного замку не збереглося. Вчені-історики твердять, що Ковель знаходився під захистом укріпленого замку з кількома воротами та вежами, який, імовірно, був розташований на острові, оточеному річкою Турією та її притоками. Навколо замку згодом і формувався центр міста, де оселялась знать, ремісники, шляхта. Замок мав гідрологічні споруди, що утримували воду, яка падала на великі колеса і крутила борошномельний механізм. Така споруда виконувала водночас і захисну функцію, і господарську — використовувалась, як млин. Старожили пам'ятають про цей замок за переказами, у яких йдеться про те, що він був знищений пожежею. Вцілілі від пожежі ворота з вежею, як останній свідок Ковельського замку, простояли до 1805 року і були зруйновані за наказом російського генерала, графа Сергія Каменського.
Через східні ворота й міст був вихід на дамбу, яка пролягала до вулиці в напрямку Луцька. На дамбі були влаштовані винні погреби, котрі давали відчутний прибуток до казни міста й замку. Дерев'яні шлюзи утримували потрібний рівень води, яка, падаючи, крутила колеса млина.

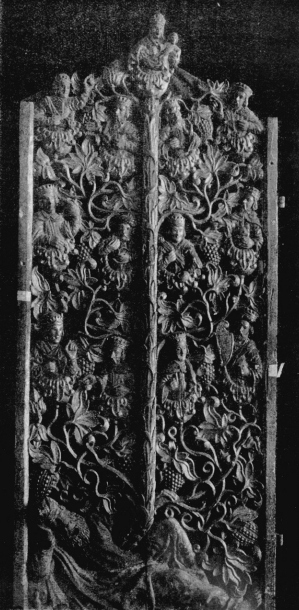
Царські врата з Введенської церкви (XVI—XVII століття)

24 грудня 1518 року в Бересті, своєю грамотою польський король Сигізмунд І дозволив князю Василю Сангушку (див. Сангушки) утворити з села Ковле місто з наданням йому магдебурзького права. Він також дозволив проводити там два ярмарки щороку — на свято Воздвиження Хреста Господнього та на четвертий день Різдва. У 1536 році Ковель перейшов до королеви Бони. На той час місто мало уже багато населення. Там також знаходилася «Митна комора».
1518 рік тривалий час вважався першою писемною згадкою про місто. Згодом було віднайдено запис, датований 1310 роком про народження польського короля Казимира Великого. А в 2004 році з'ясувалося, що ця дата належить іншому місту, що має схожу історичну долю. Це польське місто Коваль, Влоцлавського повіту. Саме тут, а не у Ковелі, народився польський король Казимир III Великий. Підтвердженням цього історичного факту стали матеріали, привезені краєзнавцем Анатолієм Суліком із міста Коваля. Понад 100 років ковельчани вважали своєю історію іншого міста. Вперше дата 1310 рік, як перша писемна згадка про Ковель, зустрічається у шостому томі «Энциклопедического словаря» видання Карла Крайя (Санкт-Петербург) у 1847 році, редактором якого був Альберт Старчевський. Цю історичну помилку, яка, на жаль, була продубльована у виданні 1897 року «Живописная Россия» (Санкт-Петербург), можна пояснити співзвучністю назв обох міст (давня назва Коваля — Ковалє, а Ковеля — Ковлє), а також схожістю географічних та історичних даних. Наприклад, на захід від Коваля є місто Брест-Куявський, від Ковеля в тому ж напрямку також є Брест-Литовський, як його називали в давнину. І Коваль, і Ковель були засновані на островах серед боліт та річок.
У XVI столітті у Ковелі був кравецький цех, також пекарський, гарбарський, шаповальський, панчошний, м'ясницький і кушнірський. Завдяки розвиткові ремісництва та торгівлі, місто швидко розвинулося. Про це свідчить і Ковельська волость, до якої належали два містечка — Жижва і Миляновичі, та села — Гриновичі, Шайно, Хотешів, Куйно, Красна Воля, Мощане, Дубова, Облапи, Вербка, Гойшино, Бахова, Скулин і багато інших.
У 1543 році місто перейшло в управління ковельських старост, котрі турбувались про його благоустрій, були розпорядниками королівських прибутків, чинили суд і розправу над шляхтою і селянами.
Основу економіки міста становило дрібне товарне виробництво, що забезпечувало потреби місцевого ринку.
4 червня 1564 року Ковель зі своєю волостю перейшов до Андрія Курбського — князя з Московії, з вимогою що той має дотримуватися литовського статусу і місцевих законів, не порушувати прав ковельських міщан. Коли князь Курбський помер, його тіло було поховано в церкві святого Миколая в селі Вербка. Після проведених у 1848 році археологічних досліджень, членами Київської археологічної комісії не було знайдено ні кісток, ні труни Курбського.
У першій половині XVI століття у Ковелі існувала школа, де учитель отримував «третій гріш» (зарплату) від місцевих церковних треб. У місті був притулок для пристарілих та бідних.
У Ковелі знаходилося декілька дерев'яних православних церков — Воскресенська, Благовіщенська та інші.
У XVII столітті і на початку XVIII століття, Ковель почав занепадати, польські королі віддали місто в оренду як свою власність. У 1770 році отримав Ковель Дмитро Яблоновський (див. Яблоновські) за 18 000 золотих і 24 гроша. Через два роки Ковель перейшов до краківського воєводи — Вацлава Пйотра Жевуського (пол. Wacław Piotr Rzewuski).

### XVIII—XIX століття
У XVIII столітті Ковель був значним ремісничим і торговельним центром Волині, у якому утвердилися товарно-грошові відносини.

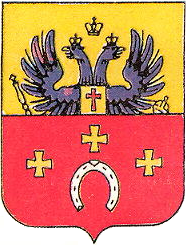
Герб Ковеля періоду царської Росії (1852)

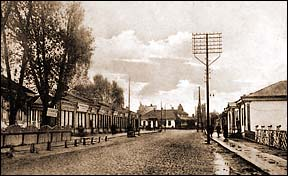
Вулиця Вокзальна, (приблизно 1918 року)

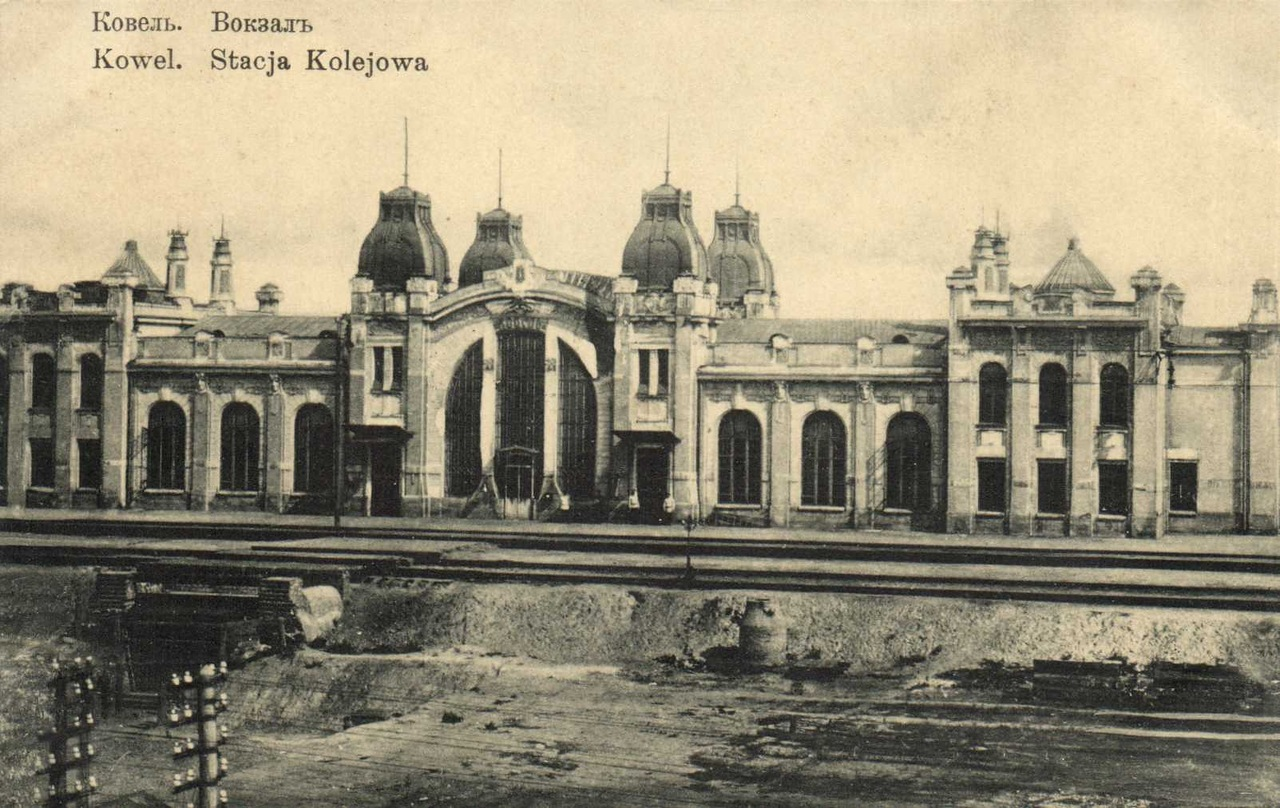
Залізничний вокзал Ковель в ході Першої світової війни

У 1795 році, коли вся західна Волинь, а з нею і Ковель під час третього поділу Польщі відійшли до Російської імперії, місто було оголошено «уездным городом Волынской губернии» і стало центром Ковельського повіту. Кількість населення міста з року в рік зменшувалося, життя завмирало, і вже 1863 року це колись велике і торговельне місто з усіма передмістями нараховувало ледве 3646 жителів.
Мало кому відома подорож Тараса Шевченка Волинню, і перебування його в Ковелі у 1846 році. Поет змалював чимало пам'ятних будинків, могил, та зібрав багато народних оповідань, пісень і казок. Про цю подорож по Волині Шевченко написав у творі «Варнак».
У першій половині XIX століття ковельські міщани, з браку заробітків, кидали центр міста — займались рільництвом і городництвом. Бурхливий економічний розвиток міста випав на другу половину XIX століття. Реформи 1861 року дали поштовх для нового піднесення. Цьому також посприяло прокладення у 1873 році через Ковель залізниці Берестя — Київ, та лінії з Ковеля до Любліна та Варшави у 1877 році. Символом міста, як міста залізничників, став вокзал, збудований 1907 року за проектом відомого українського архітектора О. Вербицького. Ковель за значимістю стає третім у Волинській губернії містом після Житомира та Рівного.
На той час зросла продуктивність і торгівля. За даними 1893 року нараховувала в Ковелі 15116 мешканців: шляхти — 696, міщан — 13032 та селян — 1266. Православних церков було 4, костелів — 1, синагог — 1, єврейських домів молитви — 7. У місті Ковелі було також дві школи — одна хлоп'яча, друга дівоча; дві лікарні, вісім лікарів і дві аптеки. Крім того був один єврейський притулок для дітей, 1 друкарня, 2 фотостудії. Міські доходи того ж року нараховували 41122 руб. Зареєстрованих ремісників було 384, робітників — 269, челядників — 75. Видано 1097 торговельних свідоцтв та налічувалось 194 крамниці.
Головним предметом торгівлі у Ковелі було дерево, яке сплавляли річкою Турією до Гданська. Ця торгівля привела до винищення великих просторів лісу, збагачуючи шляхту, місцеве населення і купців.

### Початок XX століття

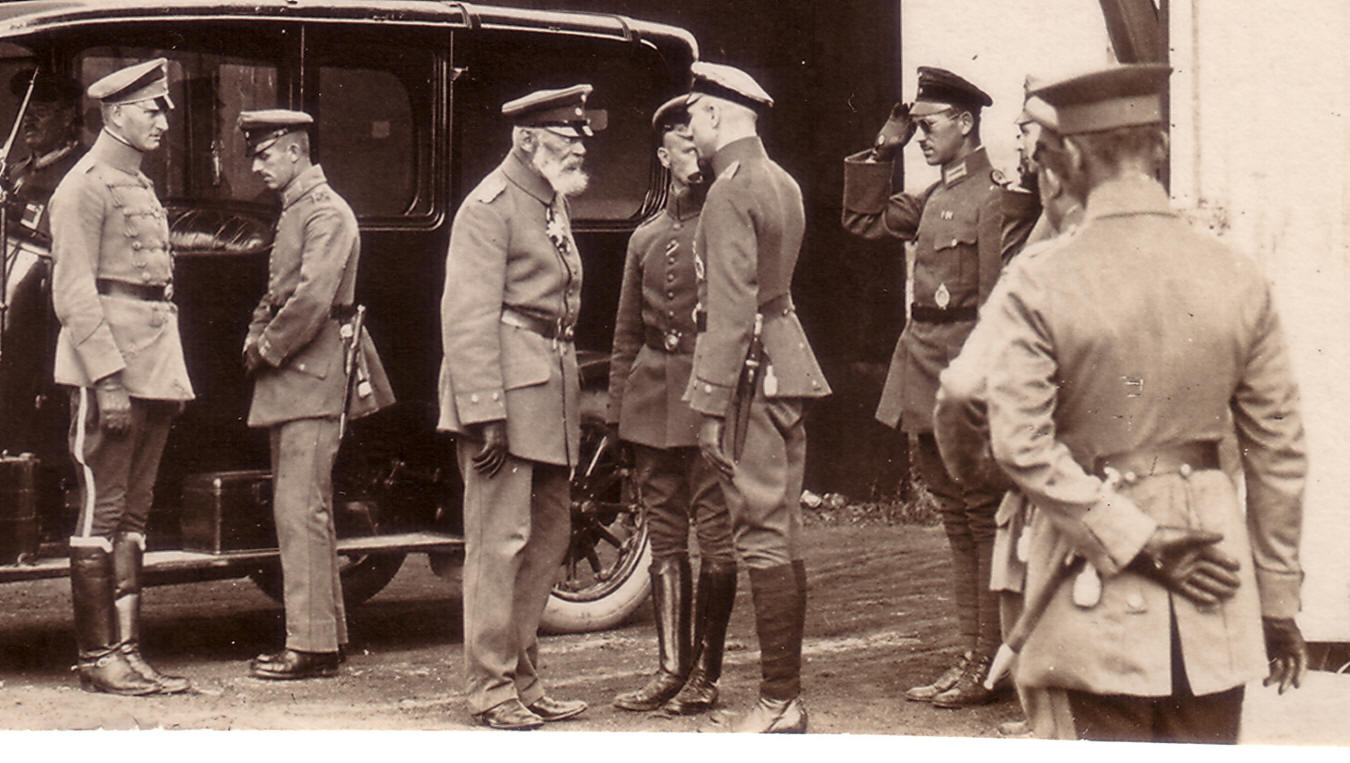
Король Людвіг III Баварський відвідує польовий авіаційний дивізіон 4b в Ковелі (3 листопада 1916)

Під впливом революційного руху у великих промислових регіонах російської імперії ковельчани почали ставати на шлях організованої боротьби. У жовтні 1903 року відбувався страйк залізничників Ковеля, які вимагали «повалення царизму і встановлення демократичної республіки». У Ковелі, як і всюди на Волині, все частіше поширюються соціалістичні ідеї. Через місто проходив шлях, по якому переправлялась з-за кордону в Росію нелегальна література, зокрема газета «Искра». У жовтні 1904 року начальник жандармського губернського управління доповідав, що в Ковелі і Ковельському повіті знайдено 30 номерів газети «Искра», а також матеріали другого з'їзду РСДРП та іншу нелегальну літературу, вагою до восьми пудів. У цей час тут поширились революційні прокламації житомирської організації РСДРП. У них закликались маси «до збройної боротьби проти самодержавства за встановлення влади трудящих».

### Міжвоєнний період
Під час Україно-польської війни 1918—1919 років відбулася битва за Ковель, у ході якої УГА та армія УНР оволоділи містом, але згодом змушені були відступити. Після укладення Ризького миру в 1921 році Ковель майже два десятиріччя перебував під владою Польщі. За переписом 1921 року, у місті було близько 21 тисячі жителів, основна частина яких займалася ремеслами, торгівлею, сільським господарством, працювала на залізничному вузлі.
Ще не встигли висохнути чорнила, яким польський уряд підписав Ризький мирний договір, як уже 21 травня 1921 року волинський воєвода Кжаковський видав наказ про заборону української мови в навчальних закладах і установах воєводства. На Волині, як і по всій Західній Україні, ліквідуються школи, українські газети, закриваються навіть церкви. Українців не приймали на службу в державні установи. Українське слово всюди переслідується, все українське проголошується ворожим польській державі.
1 жовтня 1933 року місто було розширене за рахунок:
- частин громади Вулька Ковельска гміни Старе Кошари — колонії Малинівщина, хутора Юридика, урочищ Колодне, Хвости, Підбуще і Груди;
- частин села Дубова гміни Несухойже — хутір Мокрі Нивки;
- частин села Вербка гміни Несухойже — хутір Гірка[14].

### Радянська окупація
Уночі з 20 на 21 вересня 1939 року розвідувальний батальйон 45-ї стрілецької дивізії без бою здобув місто, а 2000 польських вояків утекли на захід.
У вересні 1939 року революційний комітет було реорганізовано в тимчасове управління Ковельського повіту. Підприємства і магазини було взято під робітничий контроль. На виробництві запроваджено восьмигодинний робочий день, ліквідовано безробіття. За порівняно короткий час у місті встановився належний революційний порядок. Налагоджувалась робота підприємств, магазинів, лікарень, шкіл. Продовольчий відділ Тимчасового управління забезпечив безперебійне постачання місту продуктів харчування. Значні перетворення сталися і в культурному житті. Почала виходити газета «Прапор Леніна» (орган тимчасового управління). Відновили роботу кінотеатри, де відтепер показували радянські кінострічки.

### Єврейська громада
У 1939 році єврейське населення Ковеля становило близько 50 % населення — 17 тисяч осіб. Невдовзі після приєднання Західної України до Радянського Союзу у вересні 1939 році в Ковелі припинилося всяке організоване єврейське громадське життя.
Тільки незначна частина єврейського населення Ковеля встигла евакуюватися до 28 червня 1941 року, коли місто було окуповане частинами німецької армії. У перші дні окупації було знищено близько тисячі євреїв. За розпорядженням окупаційної влади був створений юденрат з 12 осіб. 21 травня 1942 року було створено два гетто. Одне для працездатних і членів їх сімей (коло 8 тисяч осіб), а друге для всіх інших євреїв куди було поміщено близько 6 тисяч осіб. З 2 по 4 липня 1942 року всі мешканці з другого гетто були вивезені за межі міста і знищені. 19 серпня 1942 року окупаційна влада почала знищення мешканців із першого гетто.
У травні 1942 року, за допомогою двох представників єврейського підпілля, що прибули з Варшави, у гетто була створена група опору. Останні мешканці гетто Ковеля були знищені 6 жовтня 1942 року.
6 липня 1944 року радянські війська звільнили Ковель. У місто повернулося всього близько 40 євреїв. У 1970 році в Ковелі жило близько 250 євреїв (50 сімей). Відповідно до Всеукраїнського перепису населення 2001 року євреїв у місті немає.

### Німецька окупація
29 червня (у неділю) 1941 року Ковель був тимчасово окупований німецькими військами. Вулицями міста гітлерівці гнали військовополонених. Всередині колони ковельчани кидали харчі. Більшість конвоїрів на це не звертали уваги, проте окремі з них кричали, погрожували зброєю та стріляли вгору. Полонених відводили на територію зруйнованого заводу «Монополь», який був огороджений колючим дротом. Згодом їх перевели на вулицю Брестську, де знаходився концентраційний табір «Штандк» № 301 та в район «Горки». Тут щодня від виснаження й голоду вмирали 150—200 бійців та офіцерів. З жовтня 1941 по 1942 роки було розстріляно 12 тисяч військовополонених.
Вся влада в Ковелі відтепер належала німецькому гебітскомісаріату та поліцейському гарнізону.
6 квітня 1943 року (або 27 березня 1943 року) співробітники української допоміжної поліції Ковеля дезертирували, звільнивши при цьому з концтабору всіх ув'язнених. При спробі покинути місто виникла перестрілка між дезертирами та німцями, внаслідок якої загинуло 18 окупантів. Вибравшись із міста, дезертири приєдналися до загонів УПА.

### Відбудова Ковеля
За три роки окупації гітлерівці знищили у місті (за офіційними даними) 35 тисяч мирних жителів та військовополонених, зруйнували три тисячі будинків із чотирьох тисяч.
Відразу ж після звільнення міста відновили свою діяльність партійні і радянські органи. Почалося відродження міста та його господарства. Першочерговим завданням було забезпечити відбудову залізничного вузла, через який йшли військові ешелони для Червоної армії. Завдяки спільних зусиллям воїнів та робітників вже на шостий день станція приймала і відправляла поїзди. На одинадцятий день приступили до ремонту паровозів і вагонів. Незабаром почали працювати пошта, млин, маслозавод, 2 пекарні, їдальня. Місто дістало воду. Жителі розчищали вулиці, ремонтували будинки. Особливо відзначилися на відбудовних роботах жіночі бригади. Споруджувалися нові будинки, у першу чергу — для залізничників. Навколо залізничної станції почав формуватися житловий мікрорайон, який згодом назвали «Ковелем-2», або «другим Ковелем».

### На шляху демократичних перетворень
Початок 1990-х років — один із найдраматичніших і найцікавіших періодів у житті Ковеля. Руйнування тоталітарної системи, демократичний рух, який із Москви і Києва перемістився на периферію, не могли не викликати аналогічних процесів на місцях.
У 1989 році в місті розпочинається робота по створенню місцевого осередку Народного Руху України. Її наполегливо проводив інженер-геолог Ковельської геологорозвідувальної партії Андрій Мостиський. Ряд активістів виступили за створення міського Товариства української мови, яке згодом очолив Адам Поляк. Почав формуватися осередок асоціації «Зелений світ», ініціатором якого виступила Марія Хотинська. Діяла філія Української Гельсінської Спілки (Володимир Осіюк).

### В умовах розбудови державності
Крах тоталітарної системи, розпад СРСР, проголошення державної незалежності України мали великий вплив на перебіг подій у країні. Вперше обраний народом Президент України Леонід Кравчук проголосив курс на розбудову держави, здійснення економічних реформ, соціальний захист населення. Новий 1992 рік ознаменувався підвищенням цін, зростанням вартості послуг, введенням купонів багаторазового використання, що викликало певну напругу в суспільстві.
У 2018 році в Україні відзначено на державному рівні 500-та річниця з часу надання магдебурзького права місту Ковелю (1518). Проєкт Постанови Верховної Ради України про відзначення пам'ятних дат і ювілеїв у 2018 році (реєстр. № 7274 від 10.11.2017, поданий Народними депутатами України Єленським В. Є., Княжицьким М. Л., Лесюком Я. В.

## Символіка міста
Річ Посполита, у складі якої перебував тоді Ковель, надавала важливого значення символіці. Герб міста, затверджений у 1782 році, зображає собою золоту кулю на червоному щиті, увінчану срібним косим хрестом, супроводжувану внизу срібною укороченою з обох сторін хвилястою балкою.
Після створення Волинської губернії спеціальна геральдична комісія розробила новий герб міста. Ковельчани внесли свої пропозиції, у яких пропонувалось помістити тут земну кулю з хрестом і синю стрічку — символ річки Турії. Враховуючи, що в цих пропозиціях не знаходив місця символ Російської імперії — двоголовий орел і не було використано деталей походження назви міста (згідно з легендою, назва міста пішла від слова «коваль»), комісія не використала цих пропозицій і не прийняла герба.
Лише 20 липня 1852 року затверджено новий герб Ковеля — щит, поділений горизонтально на дві частини. У верхній частині на золотому полі розміщений герб Волинського намісництва з двоголовим орлом (символ імперії), на грудях якого знаходився щит червоного кольору з білим (срібним) хрестом. У нижній частині, на червоному тлі, зображено срібну підкову, повернуту шипами донизу і оточену трьома золотими хрестами. Щит увінчувала корона. Як пізніше виявилось, комісія допустила грубу помилку — у верхній частині замість герба Волинської губернії був вміщений герб Новограда-Волинського або Волинського намісництва.
У 1863 році геральдична комісія розробила новий символ міста. На червоному щиті розташована підкова, оточена трьома хрестами. У верхній частині, у правому кутку, вміщено герб Волині — срібний хрест на червоному полі. Герб увінчаний тризубцевою короною, а по боках — золотим колоссям, яке обплетене Олександрійською стрічкою. Але цей герб, який відповідав усім законам геральдики, не був затверджений, і місто 100 років не мало свого символу.

Проект Б. Кене затвердження не отримав

За радянського періоду спроба створити герб Ковеля з погляду геральдики виявилася не зовсім вдалою. Розроблений головним архітектором міста Юрієм Чеханюком і затверджений міськрадою 24 січня 1980 року, герб перенасичувався багатьма елементами, які відображали не стільки історію або майбутнє, а переважно соціалістичне сьогодення. На щиті були зображені економічні символи: локомотив, рейки, напівшестерня, яка переходить у житній колосок. Не забули й історичні елементи символіки: у нижній частині була підкова. На щиті вказана дата першої писемної згадки — 1310 рік (зараз ця дата спростована). Герб розділявся надвоє кольорами: червоним зверху і синім знизу — під колір прапора тодішньої УРСР.
За часів Незалежності України життя вимагало створення нового герба, що відображав би геральдичні елементи сучасного Ковеля. У 1993 році був оголошений конкурс на його найкращий проект. Участь у конкурсі взяли фахівці з Рівного, Луцька, Львова і Ковеля.
Перемогу здобув проект львів'янина Андрія Гречила, який і був затверджений міськрадою 16 вересня 1993 року.

## Населення
Населення Ковеля — 69 342 мешканців (1 січня 2015 року). Місто є другим за населенням (після Луцька) і перше за площею в області.
| Наявне населення                  | 69, 4 тис. осіб |
| Постійне населення                | 68,8 тис. осіб  |
| Щільність населення на 1 км²      | 1467,2 осіб     |
| Народжуваність на 1000 жителів    | 13,9            |
| Смертність на 1000 жителів        | 10,1            |
| Природний приріст на 1000 жителів | 3,8             |

 [Архівовано 5 Травня 2016 у Wayback Machine.]
|  |

Архів населення Ковеля [Архівовано 23 Жовтня 2014 у Wayback Machine.]
Триває процес природного приросту населення — народжуваність переважає над смертністю (за 2013 рік — на 204 особи, за 2014 рік — на 262 особи).
|  |

Гендерний розподіл у Ковелі станом на 2012 рік цілком типовий для України та Європи в цілому — кількість жінок 36 011 (53,27 %) суттєво більша за кількість чоловіків 31 587 (46,73 %) (в державі — 53,85 % і 46,15 %). У віковій групі до 29 років переважають чоловіки, 51,23 % супроти 48,77 %. У групі старшій 30 років більше жінок, 56,50 % супроти 43,50 %.
Вікова структура міста і держави в цілому є майже типовою, як для розвинених економік «золотого мільярда» — I тип відтворення. Середній вік населення — 36,8 років (загалом по області — 37,4 років).
Етнічна картина станом на 2012 рік Ковель є монокультурним містом, де українці складають 91,2 % населення. З-поміж інших національностей росіяни — 3,5 %, білоруси — 0,5 %, поляки — 0,1 %. Століттям раніше із загального населення міста 17 697, згідно з переписом 1897 року євреї становили 48,0 %, росіяни — 27,3 %, українці — 11,8 %, поляки — 9,3 %, білоруси — 0,7 %.
Зайнятість населення
За сприянням служби зайнятості на вільні та новостворені робочі місця протягом 2014 року працевлаштовано 2495 жителів міста Ковеля, з них мали статус безробітного 881 особа. Протягом 2014 року 33 безробітних отримало одноразову грошову допомогу з безробіття для організації підприємницької діяльності.
Станом на 01.01.2015 р. статус безробітного в місті мали 898 осіб, що на 1,2 % більше порівняно з 01.01.2014 р. (887 безробітних осіб). Із них: 61,4 % — жінки і 38,6 % — чоловіки; 19,7 % — молоді люди у віці до 35 років включно і 80,3 % — особи старші 35 років.

У 2014 році середньомісячна заробітна плата штатних працівників міста становила 2849 грн. (у 2013 році — 2629 грн). За рівнем заробітків місто займало четверту позицію в переліку найвищих серед регіонів області.

### Національний склад
Національний склад населення за даними перепису 2001 року:
| Національність  | Відсоток |
| --------------- | -------- |
| українці        | 95,42%   |
| росіяни         | 3,65%    |
| білоруси        | 0,48%    |
| інші/не вказали | 0,45%    |

### Мовний склад
Розподіл населення за рідною мовою за даними перепису 2001 року:
| Мова            | Кількість | Відсоток |
| --------------- | --------- | -------- |
| українська      | 62995     | 95.77%   |
| російська       | 2588      | 3.93%    |
| білоруська      | 90        | 0.14%    |
| вірменська      | 28        | 0.04%    |
| польська        | 16        | 0.02%    |
| румунська       | 10        | 0.02%    |
| інші/не вказали | 1         | 0.04%    |
| Усього          | 65777     | 100%     |

## Пам'ятники й архітектурні споруди

Меморіальний комплекс Слави.

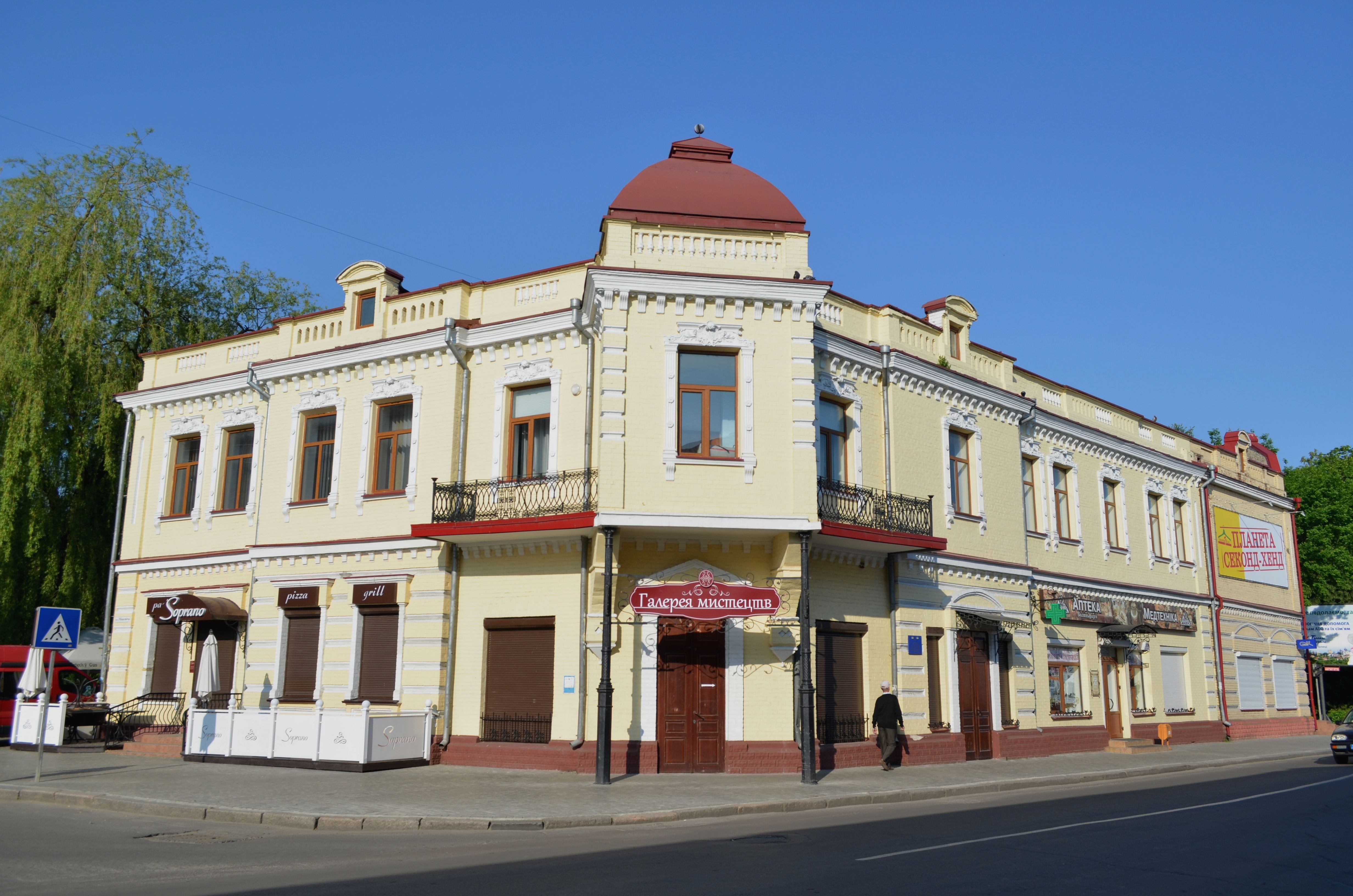
Колишня аптека Фрідріксона, зараз — міський культурно-просвітницький центр та піцерія.

Від часу заснування місто було багатим на пам'ятки старовини, архітектурні споруди. На жаль, чимало з них зруйновано у полум'ї численних воєн. Цінною в архітектурному, а особливо в історичному сенсі, окрасою міста є приміщення колишньої аптеки Фрідріксона XIX століття, послугами якої користувалися Косачі, міської поліклініки (1910), Промінвестбанку (поч. XX століття). Вони зберегли елементи стилістики національного модерну і вирізняються із сучасної фонової забудови. Наразі в місті збережено 24 таких споруди. Тривають реставраційні роботи в приміщенні художньої галереї, однієї з найцікавіших споруд міста.
Відлунням історичного минулого і культурної спадщини Ковеля є 28 пам'ятників, що перебувають під охороною держави. Зокрема, у місті споруджено пам'ятник Богдану Хмельницькому (1954), Меморіал Слави (1977), пам'ятник Лесі Українці (1991), Монумент на честь пам'яті жертв Другої світової війни (1996), Стелу пам'яті воїнам — інтернаціоналістам (2001), пам'ятник Тарасу Шевченку (2005), пам'ятник жертвам аварії на ЧАЕС (2008).

## Релігія і культові споруди

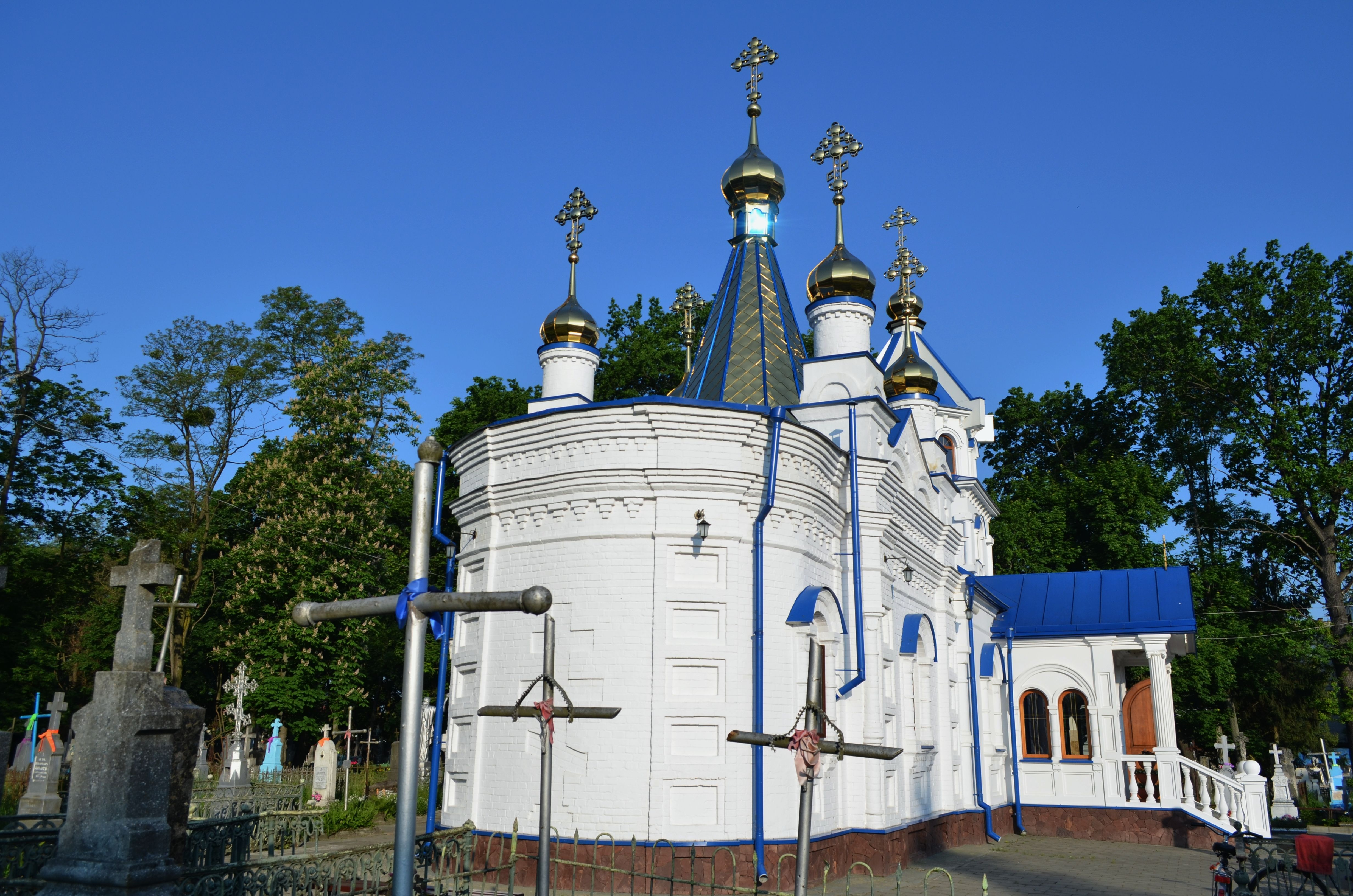
Свято-Михайлівська церква

У Ковелі діють такі християнські громади:
- УПЦ;
- ПЦУ;
- УГКЦ (греко-католики);
- РКЦ (римо-католики);
- ВСЦ ЄХБ (баптисти);
- Церква адвентистів сьомого дня (адвентисти);
- Свідків Єгови

У Ковелі збереглося кілька храмів, які є історичними пам'ятками. Також з ініціативи релігійних громад міста відкрито нові храми.
Костел Святої Анни

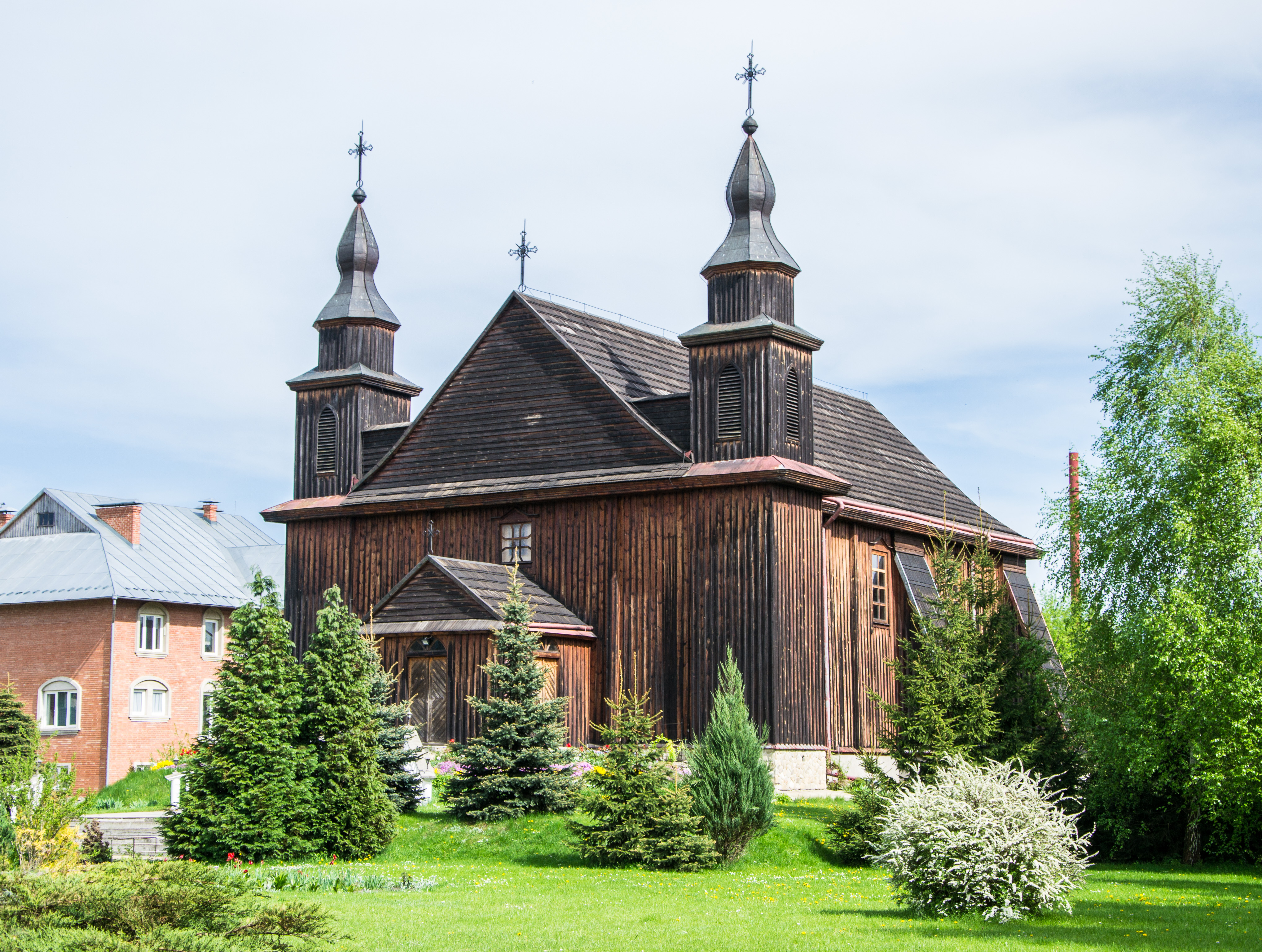
Костел святої Анни

Найстарішим дерев'яним храмом Ковеля є римо-католицький костел Святої Анни побудований у 1771 році, привезений із села Вишеньки Рожищенського району. Унікальною є двовежева форма храму, що властиво більше для мурованої архітектури. В Україні дерев'яних двовежевих костелів, датованих 18 століттям, збереглось лише два і один із них — у місті Ковелі.
Благовіщенська церква
Церква, що знаходиться практично в центрі міста, має понад 500-літню історію. Належить до пам'яток архітектури.

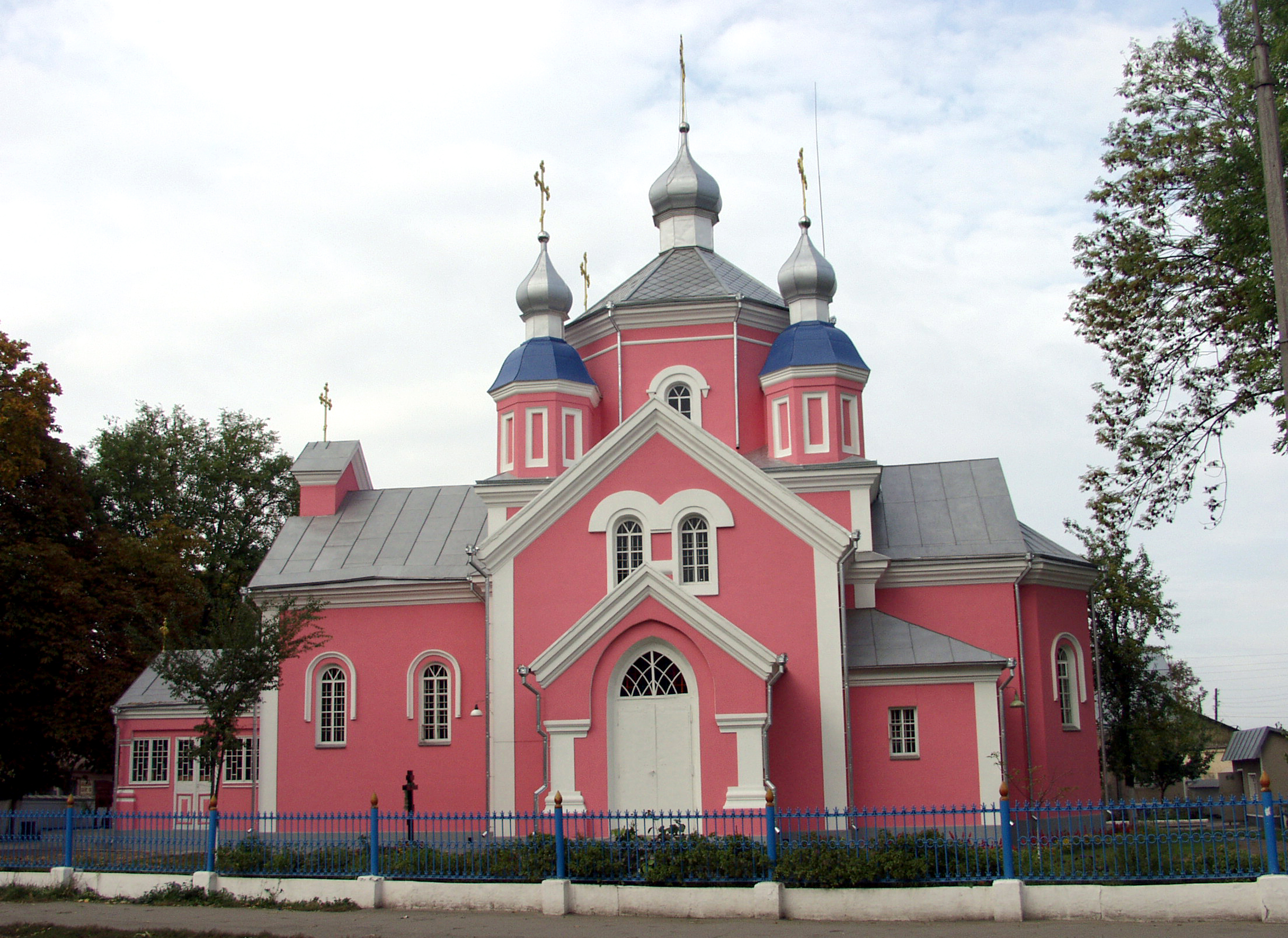
Воскресенський собор
З православних храмів до наших днів зберігся Свято-Воскресенський собор (1877). У центрі «старого міста» стоїть собор в ім'я світлого воскресіння Христового. У грамоті королеви Бони від 17 серпня 1549 року згадується, що на основі клопотання священика Благовіщенської церкви Олексія Трішниці І старости Ковельського Семашка останній призначається завідувати Воскресенською соборною церквою.
Інші культові споруди

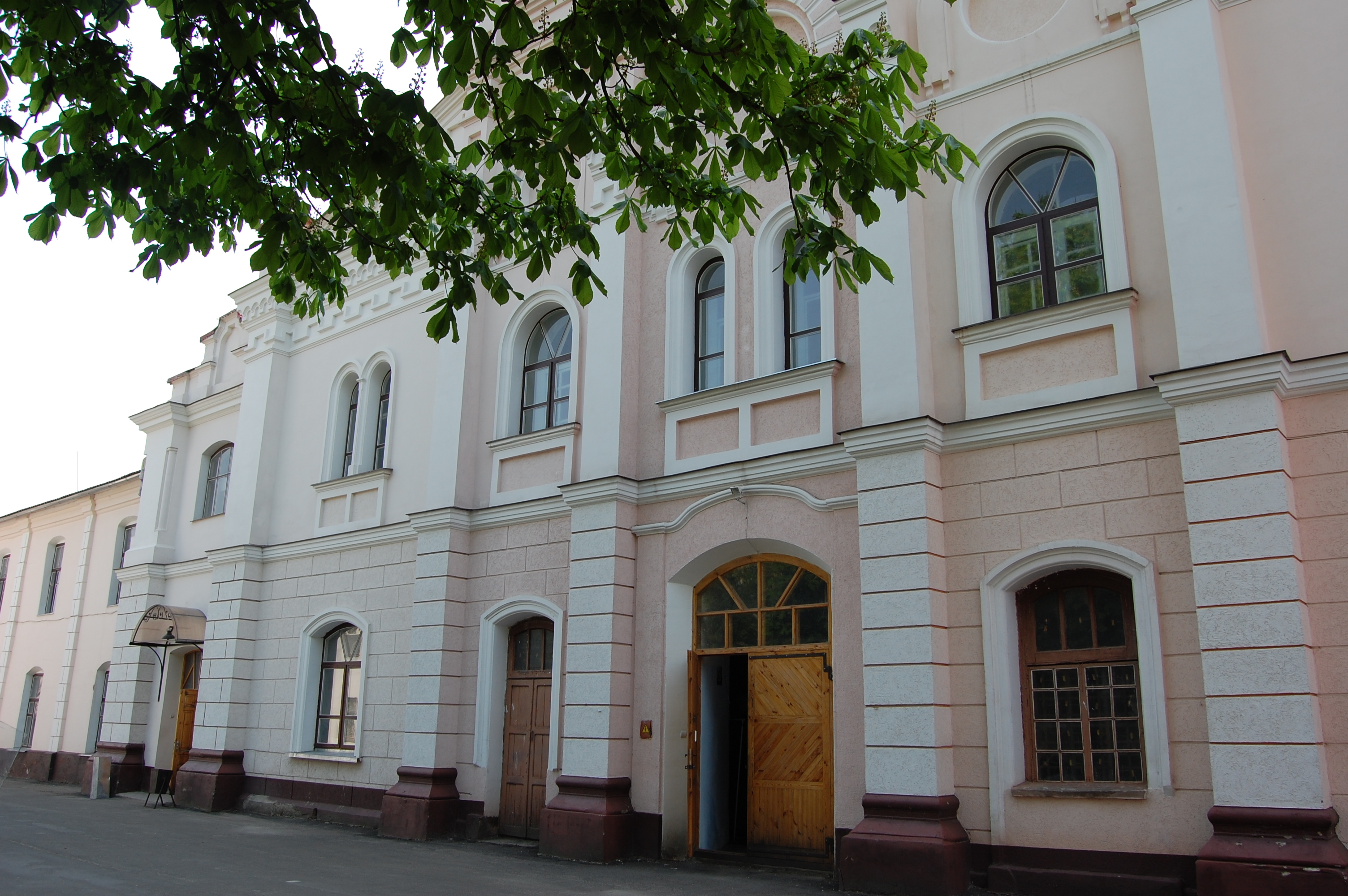
Велика ковельська синагога

До пам'яток старовини належить споруда по вул. Незалежності, 125 (Велика ковельська синагога). Це колишня єврейська синагога (сер. XIX століття). Незважаючи на певні зміни в плануванні, будинок залишився унікальним зразком конструктивного рішення, зберіг характерні риси культової споруди.
До числа цінних в архітектурно-художньому плані зразків сакральної архітектури належить Свято-Михайлівська церква (1903), що належать до цінних архітектурно-художніх зразків Волинської монументальної архітектури. Також є храм великомученика Пантелеймона, Собор Святого Дмитрія Солунського, греко-католицький храм Блаженного Миколая Чарнецького.

## Транспорт

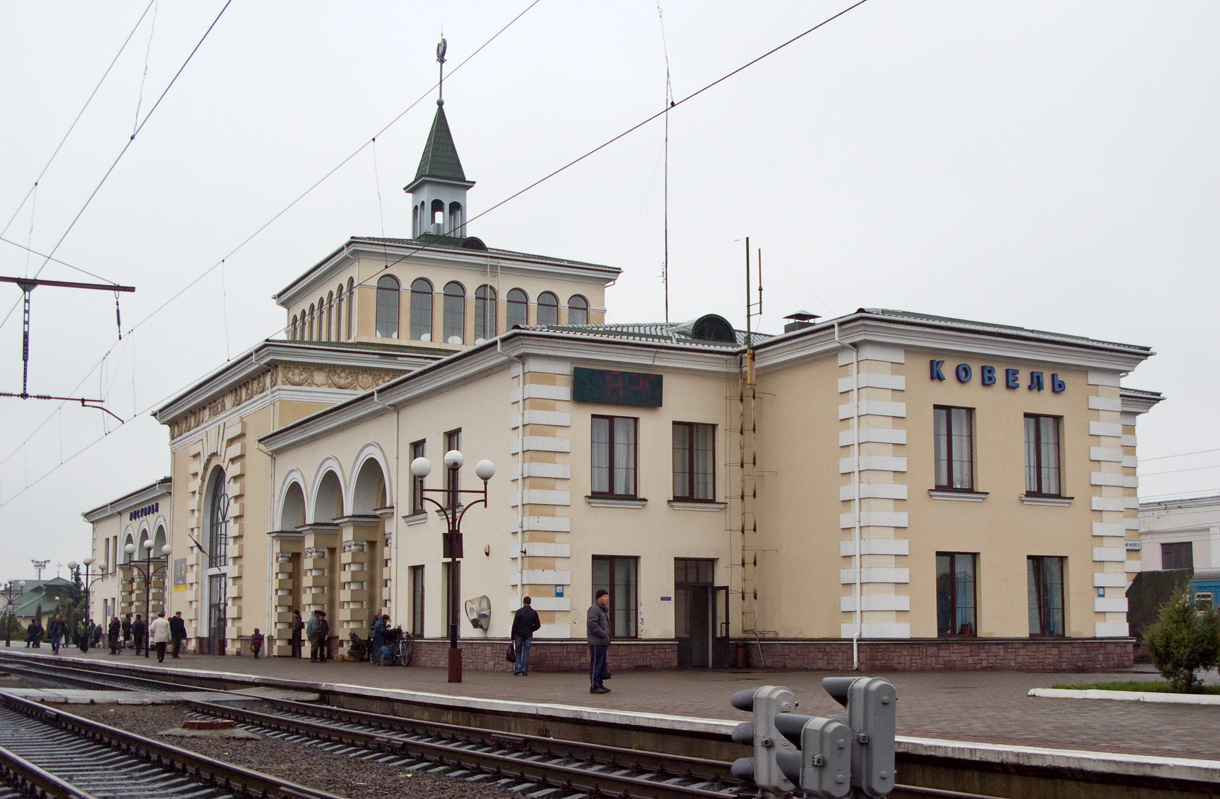
Залізничний вокзал

Місто розташоване в центральній частині Волинської області, належить до історичної землі Волинь. За 60—70 км від Ковеля пролягають державні кордони: на півночі з Білоруссю, на заході з Польщею.
Місто є одним із найбільших залізничних вузлів Західної України, який має вагоме стратегічне значення для України, з'єднуючи її з багатьма європейськими країнами. Від Ковеля розходяться залізниці в шести напрямках. До Сарн (на Київ), до Ківерець (на Луцьк та Рівне), до Володимира (на Львів), до Холму (на Варшаву та Берлін), до Берестя та до Камінь-Каширського. До Холма також йде європейська колія. Залізниця в напрямку Ківерець електрифікована. Станція Ковель належить до Львівської залізниці. До 1953 року існувала Ковельська залізниця. Також у Ковелі знаходиться залізничний пункт контролю «Ковель» через державний кордон України та Республіки Білорусь.
Через Ковель проходить низка автошляхів загально-європейського, національного та регіонального значення. Зокрема проходить автошлях E373, у межах України має номер М07, та з'єднує Київ і Люблін у народі носить назву «Варшавка», а також автошлях E85 (в межах України М19) простягся на 2300 км від Александруполіса, через Бухарест, Чернівці, Тернопіль, Луцьк, Вільнюс до Клайпеди.
Станом на 01.01.2015 в місті функціонує 39 міських автобусних маршрутів.
В обслуговуванні маршрутів беруть участь 23 підприємці-перевізники та 1 юридична особа.
Автотранспортними підприємствами міста протягом 2014 року перевезено 132,5 тис. тонн вантажів і виконано 39,9 млн тонно-кілометрів. У порівнянні до 2013 року вантажооборот зменшився на 2,6 %, а обсяг вантажних перевезень збільшився на 3,7 %. Кількість перевезених пасажирів порівняно з відповідним періодом минулого року збільшилась на 2,2 % і пасажирооборот збільшився на 8,6 %. [Архівовано 21 Лютого 2010 у Wayback Machine.]

## Засоби масової інформації

### FM-радіостанції
| №п/п | Частота, МГц | Назва                                      | Потужність, кВт | Адреса вежі          | Передавач                |
| ---- | ------------ | ------------------------------------------ | --------------- | -------------------- | ------------------------ |
| 1    | 87.7         | Львівська хвиля                            | 0.3             | вул. Варшавська 5    | ВФКРРТ                   |
| 2    | 88.1         | Радіо Культура                             | 0.2             | вул. Відродження 1-ж | ТОВ «Телемережі України» |
| 3    | 91.0         | Мелодія FM                                 | 0.25            | вул. Варшавська 5    | ВФКРРТ                   |
| 4    | 91.8         | Українське радіо / Українське радіо. Луцьк | 0.5             | вул. Відродження 1-ж | ТОВ «Телемережі України» |
| 5    | 92.7         | Наше радіо (план)                          | 0.5             | вул. Варшавська 5    | ВФКРРТ                   |
| 6    | 95.4         | Аверс FM                                   | 0.5             | вул. Варшавська 5    | ВФКРРТ                   |
| 7    | 102.7        | Radio Relax                                | 1               | вул. Варшавська 5    | ВФКРРТ                   |
| 8    | 103.9        | Радіо Промінь                              | 1               | вул. Відродження 1-ж | ТОВ «Телемережі України» |
| 9    | 106.0        | Хіт FM                                     | 0.25            | вул. Варшавська 5    | ВФКРРТ                   |
| 10   | 107.9        | Радіо Байрактар                            | 0.1             | вул. Варшавська 5    | ВФКРРТ                   |

## Міста-побратими
Ковель має 12 міст-побратимів:
- Холм, Польща (1995)
- Буча, Україна (2001)

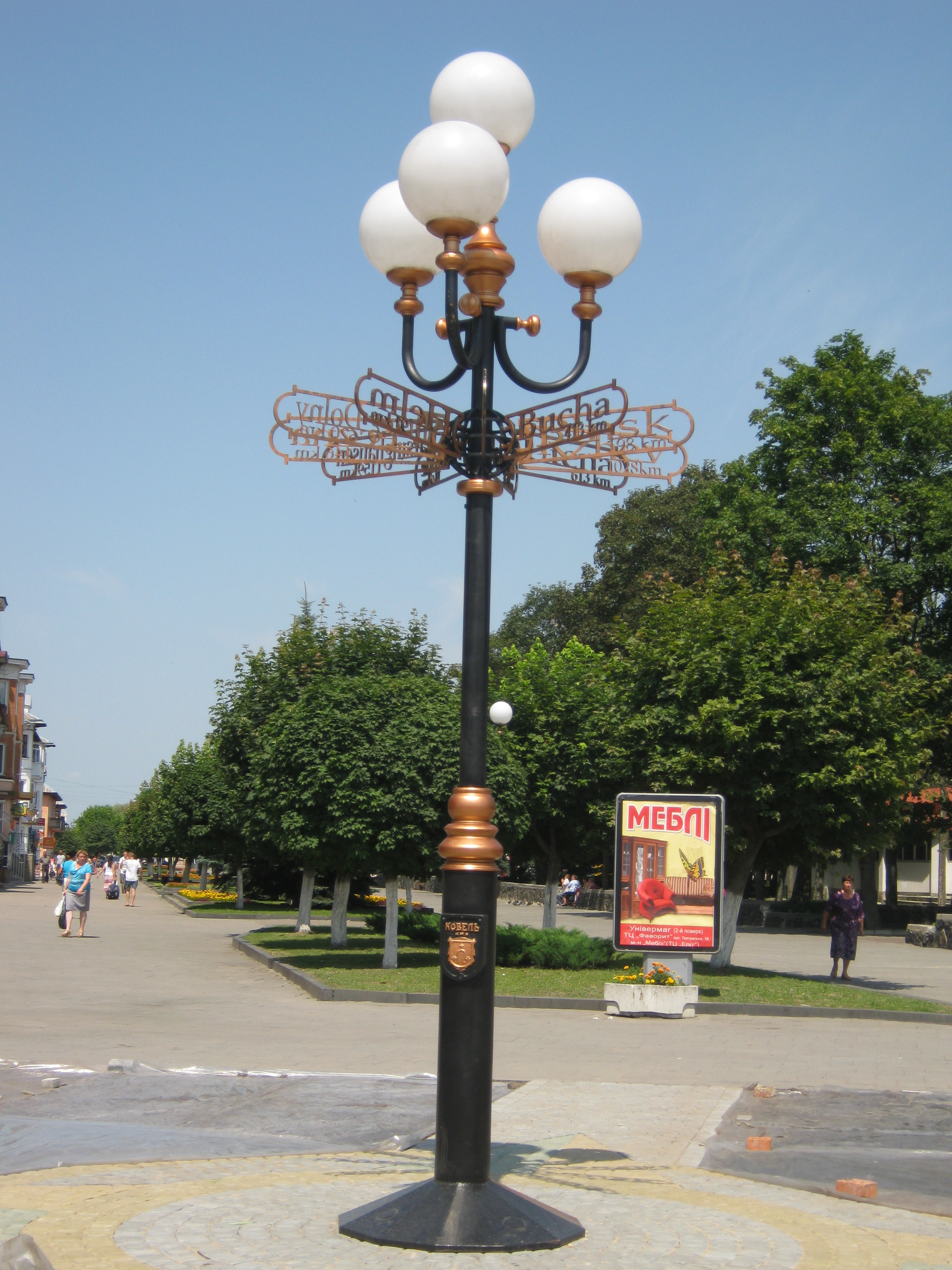
Ліхтар у центрі міста, де вказані напрям і відстань до усіх міст-побратимів

- Вальсроде, Німеччина (2003)
- Леґьоново, Польща (2005)
- Бжег-Дольний, Польща (2005)
- Утена, Литва (2005)
- Сміла, Україна (2006)
- Ленчна, Польща (2006)
- Красностав, Польща (2008)
- Барзінггаузен, Німеччина (2008)
- Шамблі, Сполучені Штати Америки (2022[30])
- Саарбрюкен, Німеччина (2023[31])

### Місто-партнер
- Марганець, Україна (2025)[32]

### Колишні міста-побратими
- Ржев, Росія (2003—2016[33])
- Пінськ, Білорусь (2003—2022[34])